# Joseph Kuhn
Pour les articles homonymes, voir Kuhn.
Joseph Kuhn, né le 19 mars 1922 à Sélestat et mort le 19 septembre 1947 dans cette même ville, est un résistant français. Il est contraint de se cacher durant 25 mois pour échapper à l'incorporation forcée dans l'armée allemande.

## Biographie
En 1940, l'Alsace est annexée par le Troisième Reich. Le 8 mai 1941, l'occupant allemand décide de l'incorporation obligatoire de tous les hommes et femmes d'Alsace entre 17 et 25 ans au service national du travail (RAD).
Joseph Kuhn, ainsi que ses deux jeunes frères, René le cadet et Tharsice le benjamin, reçoivent leur convocation.
René est mobilisé en janvier 1944. Alors qu'il tente de s'y soustraire il est dénoncé par un infirmier puis envoyé sur le front de l'Est, en Lettonie, où il meurt le 30 août 1944, à seulement 20 ans.
Tharsice, le plus jeune des frères Kuhn, est incorporé de force le 21 août 1944, à 16 ans comme personnel auxiliaire de la Luftwaffe. Au cours d'une permission spéciale de trois jours pour le décès de son frère René, Tharsice parvient à s'échapper et se cache dans les combles de l'hôpital de Sélestat pendant plusieurs mois, grâce à la complicité du directeur des lieux Marcel Remlinger.
Joseph, l'aîné, est déclaré apte au service national en 1942.
Avec la complicité de Tharsice, Joseph prévoit une évasion par la montagne en direction de la frontière française. Pour éviter toute suspicion et donc représailles à sa famille, Joseph rédige au préalable une lettre dans laquelle il annonce son suicide. Sa mère porte cette même lettre dès le lendemain aux soldats allemands pour signaler la disparition de son fils, mais les soldats allemands ne sont pas dupes.
Joseph part en vélo et Tharsice en train pour se rejoindre à un point de rendez-vous, tandis que Joseph poursuit son chemin vers la montagne à pied, Tharsice a pour mission de ramener le vélo. Si les Allemands mettent la main sur le vélo la thèse du suicide ne tient plus. Mais alors que Joseph se rapproche de son but, il tombe sur une patrouille allemande qui entendant du bruit dans les broussailles tire. Blessé d'un balle au talon, Joseph est contraint de se cacher pour la nuit et rebrousse chemin pour trouver refuge chez son oncle et tante à Triembach-au-Val.
Dans un premier temps, Joseph se cache dans la cave de son oncle et tante, mais lorsque la Gestapo ouvre une enquête pour disparition et organise des perquisitions, il devient vital d'aménager une cachette plus sûre. Son oncle et ses frères, acheminent discrètement des pierres identiques à celles présentes dans la cave et construisent un espace dissimulé sous une trappe dans la cuisine familiale aux dimensions de 3,40 mètres de long sur 60 centimètres de large. Le seul mobilier est une chaise sur lequel il tente de dormir, un seau en guise de toilette et une bougie comme source de lumière. Joseph et sa famille vont jusqu'à creuser une tombe au fond de la cachette, au cas où Joseph décéderai : caché de tous, il aurait été impossible de l'enterrer « à la surface » sans éveiller des soupçons et mettre en danger le reste de la famille. De temps en temps, malgré le danger, Joseph sort de sa cachette pour écouter la radio, jouer aux échecs et discuter avec ses proches.
Durant ses 25 mois de claustration, Joseph écrit et réalise une série de photographies : il pose avec le V de la victoire, porte la croix de Lorraine et poignarde des drapeaux nazis. La vie de Joseph et de sa famille est rythmée par des perquisitions et interrogatoires de la Gestapo.
Les soldats et blindés allemands de plus en plus nombreux à Triembach-au-Val, Joseph et sa famille quittent la maison familiale pour se réfugier dans une ferme de l'autre côté de l'Ungersberg. Pour sortir sans se faire reconnaître, Joseph est contraint de se travestir en jeune femme : Mademoiselle Irène. Tharsice se souvient : « Cela n'a pas été facile. Un jour, alors qu'il (elle) se rasait [...] une grenade est tombée à proximité. Effrayé, il s'est coupé. Vous imaginez le problème ! » Joseph retrouve finalement sa liberté le 29 novembre 1944 avec l'arrivée des troupes alliées américaines.

### Après la guerre
À la suite de la guerre, Joseph reprend ses études de droit à l'université de Clermont-Ferrand puis de Rennes où il obtient sa licence. Affaibli par les conditions sombres et humides de sa claustration, Joseph Kuhn décède le 19 septembre 1947 à l'âge de 25 ans.

## Héritage
L'histoire de Joseph et René est connue grâce au travail de mémoire de Tharsice, unique survivant des frères Kuhn. Après le décès de Joseph, Tharsice a conservé les clichés et écrits réalisés par son frère lors de sa claustration. Pour que son histoire ne se perde pas, Tharsice a confié ces biens au musée de l'Armée. Les clichés de Joseph ont récemment été montré au public lors d'une exposition temporaire « Photographies en guerre ».

## Reconnaissance
Joseph Kuhn est reconnu « Mort pour la France ».